# 1559 en musique classique
| \| • Retour à la chronologie générale de la musique classique • \| |
| Grèce • Rome • Haut Moyen Âge • VIIIe siècle • IXe siècle • Xe siècle • XIe siècle XIIe siècle • XIIIe siècle • XIVe siècle • XVe siècle • XVIe siècle • XVIIe siècle XVIIIe siècle • XIXe siècle • XXe siècle • XXIe siècle |
| • Retour à la chronologie générale de la musique classique • |

| Années en musique classique : 1556 - 1557 - 1558 - 1559 - 1560 - 1561 - 1562    |
| Décennies en musique classique : 1520 - 1530 - 1540 - 1550 - 1560 - 1570 - 1580 |

## Événements

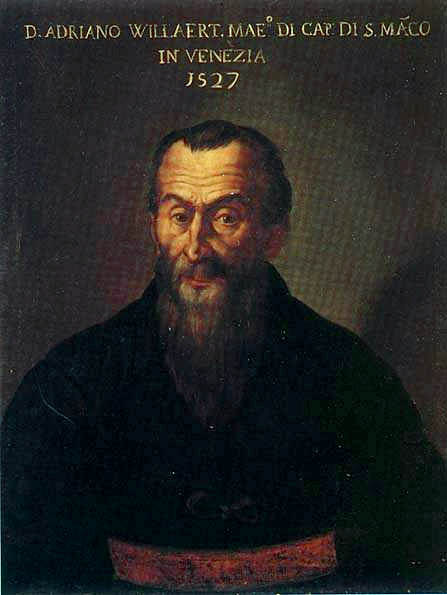
Adrien Willaert

- Publication  de Musica nova, livre de madrigaux d'Adrien Willaert, composés en grande partie dès 1540.
- Octante deux psaumes, mis en musique par Janequin.

## Décès
- 2 octobre : Jachet de Mantoue, compositeur français (° 1483).

Après le 24 avril 1559 :
- Nicolas Payen, compositeur et maître de chapelle franco-flamand (° vers 1512).

Après 1559 :
- Gaspard Payen, violiste et compositeur franco-flamand (° vers 1515).